# USS Atlanta (CL-104)
USS Atlanta (CL-104/IX-304) là một tàu tuần dương hạng nhẹ thuộc lớp Cleveland của Hải quân Hoa Kỳ được hoàn tất vào giai đoạn cuối Chiến tranh Thế giới thứ hai. Nó là chiếc tàu chiến thứ tư của Hải quân Mỹ được đặt cái tên này, theo tên thành phố Atlanta thuộc tiểu bang Georgia, nhưng đặc biệt là nhằm tưởng nhớ chiếc tàu tuần dương hạng nhẹ Atlanta (CL-51) bị đánh chìm trong trận Hải chiến Guadalcanal vào ngày 13 tháng 11 năm 1942. Atlanta đã phục vụ thuần túy tại Mặt trận Thái Bình Dương từ khi đưa vào hoạt động cho đến khi chiến tranh kết thúc. Giống như hầu hết các tàu chị em cùng lớp, nó ngừng hoạt động không lâu sau đó và được đưa về lực lượng dự bị. Lườn tàu tiếp tục được sử dụng để thử nghiệm cấu trúc với ký hiệu lườn IX-304 trong những năm 1964-1965, rồi cuối cùng nó bị đánh chìm như một mục tiêu vào ngày 1 tháng 10 năm 1970. Atlanta được tặng tưởng hai Ngôi sao chiến trận cho thành tích hoạt động trong Thế Chiến II.

## Thiết kế và chế tạo

### Thiết kế
Lớp Cleveland được thiết kế nhằm mục đích gia tăng tầm xa hoạt động, tăng cường hỏa lực phòng không và sự bảo vệ chống ngư lôi so với các tàu tuần dương Hoa Kỳ trước đây. Cho dù kém hơn ba nòng pháo 6-inch so với những chiếc lớp Brooklyn dẫn trước, hệ thống kiểm soát hỏa lực mới và tiên tiến hơn giúp cho lớp Cleveland có được ưu thế về hỏa lực trong chiến đấu thực tế. Tuy nhiên việc tăng cường thêm dàn hỏa lực phòng không hạng nhẹ cho đến cuối Thế Chiến II khiến các con tàu bị nặng đầu đáng kể.

### Chế tạo
Atlanta được đặt lườn vào ngày 25 tháng 1 năm 1943 tại xưởng tàu của hãng New York Shipbuilding Corporation ở Camden, New Jersey. Nó được hạ thủy vào ngày 6 tháng 2 năm 1944, được đỡ đầu bởi nữ văn sĩ Margaret Mitchell (tác giả quyển tiểu thuyết Cuốn theo chiều gió) cũng là người đã đỡ đầu cho chiếc tiền nhiệm Atlanta (CL-51). Nó được cho nhập biên chế vào ngày 3 tháng 12 năm 1944 dưới quyền chỉ huy của hạm trưởng, Đại tá Hải quân B. H. Colyear.

## Lịch sử hoạt động

### Chiến tranh Thế giới thứ hai
Sau khi được đưa vào hoạt động, Atlanta khởi hành vào ngày 5 tháng 1 năm 1945 cho chuyến đi chạy thử máy huấn luyện tại vịnh Chesapeake và vùng biển Caribbe. Sau khi hoàn tất các hoạt động thực hành, chiếc tàu tuần dương mới đi đến Norfolk, Virginia vào ngày 14 tháng 2 rồi đi dọc theo theo bờ biển Philadelphia. Sau một giai đoạn bảo trì trong xưởng tàu, nó lên đường vào ngày 27 tháng 3 đi sang Thái Bình Dương, ghé qua vịnh Guantánamo, Cuba và vượt kênh đào Panama trước khi đến Trân Châu Cảng vào ngày 18 tháng 4. Từ ngày 19 tháng 4 đến ngày 1 tháng 5, nó tiến hành hoạt động huấn luyện lại vùng biển Hawaii, rồi đi đến Ulithi gia nhập Lực lượng Đặc nhiệm 58 vào ngày 12 tháng 5.
Từ ngày 22 đến ngày 27 tháng 5, Atlanta phục vụ cùng với lực lượng đặc nhiệm tàu sân bay nhanh về phía Nam Nhật Bản gần Okinawa, trong khi máy bay từ các tàu sân bay tấn công các mục tiêu thuộc quần đảo Ryukyu và trên đảo Kyūshū để hỗ trợ lực lượng đang chiến đấu tại Okinawa. Đội đặc nhiệm của nó rút lui vào ngày 13 tháng 6, và chiếc tàu tuần dương tiến vào vịnh San Pedro tại đảo Leyte thuộc Philippines vào ngày 14 tháng 6. Sau hai tuần bảo trì, nó lên đường vào ngày 1 tháng 7 cùng với Đội đặc nhiệm 38.1, một lần nữa hộ tống các tàu sân bay khi chúng tung ra các cuộc không kích xuống các đảo chính quốc Nhật Bản. Trong quá trình chiến dịch, nó tham gia nhiều đợt bắn phá bờ biển thuộc các đảo Honshū và Hokkaidō. Nó đang hoạt động ngoài khơi bờ biển Honshū khi Nhật Bản đầu hàng vào ngày 15 tháng 8 năm 1945. Nó tiến vào vịnh Tokyo vào ngày 16 tháng 9 và ở lại đây cho đến ngày 29 tháng 9.

### Sau chiến tranh
Với hơn 500 hành khách trên tàu, Atlanta lên đường vào ngày 30 tháng 9 quay trở về Hoa Kỳ. Chiếc tàu tuần dương ghé qua Guam trong hành trình trước khi về đến Seattle, Washington vào ngày 24 tháng 10. Con tàu tiếp tuc đi đến xưởng tàu tại đảo Terminal, California để đại tu. Nó sẵn sàng trở ra biển vào ngày 3 tháng 1 năm 1946 và đã lên đường hướng đến Sasebo, Nhật Bản. Từ tháng 1 đến tháng 6, Atlanta ghé qua nhiều cảng tại Viễn Đông bao gồm Manila thuộc Philippines; Thanh Đảo và Thượng Hải thuộc Trung Quốc; Okinawa; Saipan; Nagasaki, Kagoshima và Yokosuka, Nhật Bản. Đến tháng 6, nó quay trở về Hoa Kỳ ngang qua Guam, về đến San Pedro, California vào ngày 27 tháng 6. Hai ngày sau, chiếc tàu chiến đi vào Xưởng hải quân San Francisco để đại tu. Vào ngày 8 tháng 10, nó lên đường hướng về San Diego để chạy thử máy.
Chiếc tàu tuần dương tiếp tục ở lại khu vực Nam California cho đến ngày 23 tháng 2 năm 1947, khi nó đi đến vùng biển Hawaii thực hành cơ động. Vào ngày 1 tháng 5, nó rời Trân Châu Cảng cùng với Lực lượng Đặc nhiệm 38 để viếng thăm Australia. Con tàu đã ở lại cảng Sydney cho đến ngày 27 tháng 5, rồi lên đường quay về San Pedro ngang qua biển Coral, Guadalcanal, Tulagi và Guam. Nó thả neo tại San Pedro vào ngày 28 tháng 7, tiếp nối bởi một loạt các cuộc cơ động ngoài khơi bờ biển California, rồi quay lại Trân Châu Cảng vào ngày 28 tháng 9 trước khi tiếp tục đi đến Yokosuka, Nhật Bản. Sau khi thả neo hai ngày tại đây, nó lên đường đi Thanh Đảo, Trung Quốc; các cảng khác mà nó ghé qua trong lượt này còn bao gồm Hong Kong, Singapore và cảng Cơ Long tại Đài Loan. Vào ngày 27 tháng 4 năm 1948, chiếc tàu tuần dương lên đường, ghé qua Kwajalein và Trân Châu Cảng trước khi về đến San Diego.
Sau khi về đến Hoa Kỳ vào ngày 19 tháng 5, Atlanta tiến hành các cuộc thực tập ngoài khơi San Diego. Nó thực hiện một chuyến viếng thăm Juneau, Alaska từ ngày 29 tháng 6 đến ngày 6 tháng 7; rồi sau đó đi đến Seattle, Washington vào ngày 12 tháng 7 bắt đầu một cuộc đại tu lớn. Chiếc tàu tuần dương quay trở lại San Diego vào ngày 20 tháng 11 cho các cuộc cơ động tại chỗ. Đến đầu tháng 2 năm 1949, Atlanta đón lên tàu những quân nhân hải quân dự bị cho một chuyến đi huấn luyện, và đã hoạt động giữa San Diego và San Francisco cho đến ngày 1 tháng 3, khi nó đi vào Xưởng hải quân Mare Island để chuẩn bị ngừng hoạt động. Atlanta được cho xuất biên chế vào ngày 1 tháng 7 năm 1949 và được đưa về cất giữ tại Hạm đội Dự bị Thái Bình Dương. Tên của nó được rút khỏi danh sách Đăng bạ Hải quân vào ngày 1 tháng 10 năm 1962, và nó được đưa vào danh sách loại bỏ.

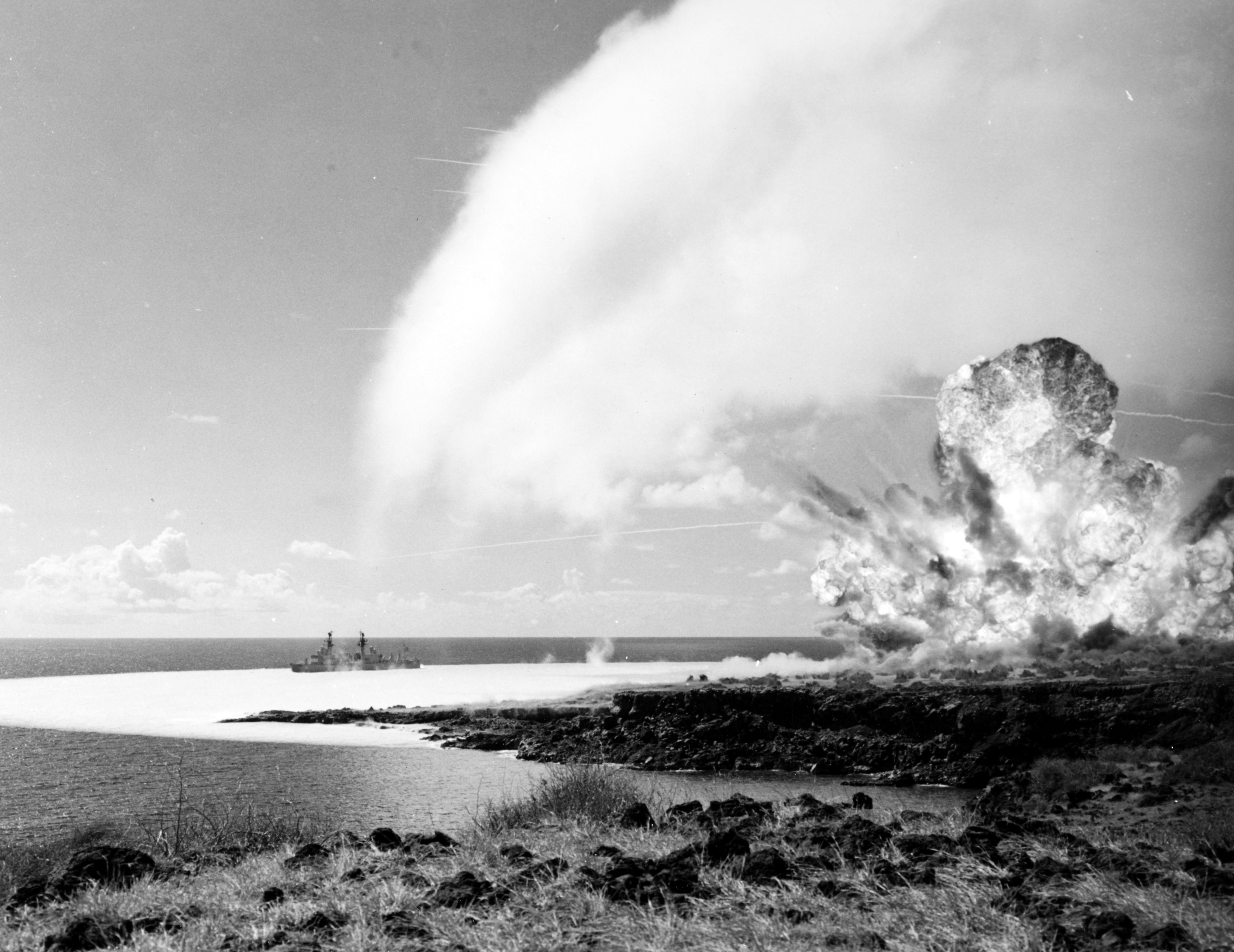
Chiến dịch "Sailor Hat": kích nổ liều 500 tấn thuốc nổ TNT cho thử nghiệm "Bravo", lượt đầu tiên của loạt nổ thử nghiệm tại mũi Tây Nam đảo Kahoolawe, Hawaii, 6 tháng 2 năm 1965.

Tuy nhiên cuộc đời hoạt động của Atlanta vẫn chưa kết thúc. Đưa trở lại hoạt động cùng Hải quân dưới ký hiệu lườn mới IX-304 vào ngày 15 tháng 5 năm 1964, nó trải qua một đợt tái cấu trúc lớn tại Xưởng hải quân San Francisco, nơi nó được cải biến thành một tàu mục tiêu nhằm nghiên cứu ảnh hưởng của những vụ nổ với sức mạnh rất lớn lên cấu trúc con tàu. Các thay đổi bao gồm cắt dỡ toàn bộ cấu trúc thượng tầng cho đến mức sàn chính, và dựng lên nhiều cấu trúc thử nghiệm khác nhau, được thiết kế cho các tàu hộ tống và tàu khu trục mang tên lửa điều khiển. Với những cấu hình này, nó trải qua các vụ nổ nhằm xác định những cấu trúc thử nghiệm có kết hợp được độ nhẹ cần thiết với sự chắc chắn và chịu đựng được chấn động. Ba thử nghiệm đã được tiến hành ngoài khơi bờ biển Kahoolawe, Hawaii vào đầu năm 1965 dưới tên gọi Chiến dịch Sailor Hat. Atlanta bị hư hại nhưng không chìm sau tất cả các vụ nổ. Nó lại bị bỏ không tại Stockton, California vào khoảng cuối năm 1965. Tên của nó một lần nữa được rút khỏi danh sách Đăng bạ Hải quân vào ngày 1 tháng 4 năm 1970, và nó bị đánh chìm trong một vụ nổ thử nghiệm ngoài khơi đảo San Clemente vào ngày 1 tháng 10 năm 1970.

## Phần thưởng
Atlanta được tặng tưởng hai Ngôi sao chiến trận cho thành tích hoạt động trong Thế Chiến II.
|                           |  |  |
| Bronze star · Bronze star |  |  |

| Dãi băng Hoạt động Tác chiến                                            | Huân chương Phục vụ Trung Hoa        | Huân chương Chiến dịch Hoa Kỳ           |
| Huân chương Chiến dịch Châu Á-Thái Bình Dương với 2 Ngôi sao Chiến trận | Huân chương Chiến thắng Thế Chiến II | Huân chương Phục vụ Chiếm đóng Hải quân |